# و بعد (فیلم ۲۰۰۸)
و بعد (به انگلیسی: Afterwards) فیلمی در ژانر تریلر روان‌شناختی بر اساس رمانی با همین نام نوشته گیوم موسو و به کارگردانی گیلز بوردوز و با بازی اوانجلین لیلی، جان مالکوویچ و رومن دوریس محصول سال ۲۰۰۹ کشور ایالات متحده است. فیلمبرداری این فیلم از سال ۲۰۰۷ تا پایان ۲۰۰۸ در شهرهای نیویورک، مونترآل و نیومکزیکو انجام شد.

## داستان
نیتن یک وکیل با سابقه درخشان اهل نیویورک می‌باشد که در حرفه اش بسیار موفق است اما در زندگی اش از زمانی که همسرش را طلاق داده دچار مشکلات بسیاری شده‌است. تا اینکه با دکتری آشنا می‌شود که ادعا می‌کند می‌تواند مرگ دیگران را پیشبینی کند.

## بازیگران
- رومن دوریس در نقش نیتن دل امیکو، وکیل موفق نیویورکی[۲]
- جان مالکوویچ در نقش دکتر جوزف کای، پزشکی که ادعای می‌کند می‌تواند مرگ را پیش‌بینی کند.[۲]
- اوانجلین لیلی در نقش کلر، همسر نیتن که سرپرستی فرزند را برعهده دارد[۳][۴]
- ریس تامپسون در نقش جرمی[۵]
- ساراویسگلس در نقش تریسی، دختر ناتان و کلر
- سوفی نایت در نقش کودکی کلر
- مورگان کاستا روچی در نقش کودکی نیتن